# 滝上発電所
座標: 北緯33度12分42秒 東経131度16分23秒 / 北緯33.211534度 東経131.273071度
滝上発電所（たきがみはつでんしょ）は、大分県玖珠郡九重町にある地熱発電所。九電みらいエナジー（九州電力の子会社）が運営する。

## 概要
発電部門を九州電力（2024年4月以降は九電みらいエナジー）が、蒸気部門を出光大分地熱株式会社（出光興産グループ）が各々担当し、両社にて共同運営されている。この発電所の運転状況の監視は、約20km離れた大岳発電所で行われている。

## 発電設備
- 定格出力：27,500kW[2]
- 営業運転開始：1996年（平成8年）11月[2]